# Cahagnolles
Cahagnolles är en kommun i departementet Calvados i regionen Normandie i norra Frankrike. Kommunen ligger i kantonen Balleroy som ligger i arrondissementet Bayeux. År 2022 hade Cahagnolles 253 invånare.

## Befolkningsutveckling
Antalet invånare i kommunen Cahagnolles
Referens: INSEE